# Реологія
Реоло́гія (від грец. ρέω — течу і λογος — вчення) — наука про текучість і деформацію суцільних середовищ (наприклад, звичайних в'язких рідин і рідин аномальної в'язкості, гірських порід, суспензій, гідросумішей тощо).
Термін «реологія» ввів американський учений Юджин Бінгам, якому належать важливі дослідження реологій рідин і дисперсних систем. Офіційно термін «реологія» прийнятий на 3-му симпозіумі з пластичності (1929, США), однак, окремі положення реології як науки були встановлені задовго до цього.

## Наукові основи реології
В основі реології лежать основні закони гідромеханіки та теорії пружності і пластичності (у т. ч. закон Ньютона для в'язкого тертя у рідинах, рівняння Нав'є-Стокса для руху нестисливої в'язкої рідини, закон Гука про опір деформуванню пружного тіла та ін.).
Реологія може розглядатися як частина механіки суцільних середовищ. Основне завдання реології — встановити залежність між механічними напруженнями, що виникають у тілі, і викликаними ними деформаціями та їх змінами в часі. За припущень про однорідність та суцільність матеріалу вирішують крайові задачі деформування та плину твердих і рідких тіл. Основна увага звертається на складну реологічну поведінку речовини (наприклад, коли одночасно виявляються властивості в'язкі і пружності або в'язкості та пластичності і т.д.).
Реологія охоплює коло питань, що знаходяться у проміжку між питаннями, які розглядає теорія пружності ідеально пружних тіл і питаннями механіки ньютонівських рідин і до яких відносяться задачі, пов'язані з деформацією і потоками реальних матеріалів, що зустрічаються на практиці — від розплавів металів до сильно розріджених рідин — таких, як, наприклад, піна. У наступній таблиці показано зв'язок між розділами класичної механіки та реологією рідин:
| Механіка суцільних середовищ: вивчення поведінки суцільних середовищ | Механіка деформівного твердого тіла: вивчення поведінки твердих тіл в умовах навантажень.                                                  | Теорія пружності: описує матеріали, котрі відновлюють свою форму після припинення силового впливу на них.                                                                                               | Теорія пружності: описує матеріали, котрі відновлюють свою форму після припинення силового впливу на них. | Теорія пружності: описує матеріали, котрі відновлюють свою форму після припинення силового впливу на них. |
| Механіка суцільних середовищ: вивчення поведінки суцільних середовищ | Механіка деформівного твердого тіла: вивчення поведінки твердих тіл в умовах навантажень.                                                  | Механіка руйнування: описує закономірності зародження і розвитку неоднорідностей і дефектів структури матеріалу типу тріщин, дислокацій, пор, включень і т.п. при статичних і динамічних навантаженнях. | | |
| Механіка суцільних середовищ: вивчення поведінки суцільних середовищ | Механіка деформівного твердого тіла: вивчення поведінки твердих тіл в умовах навантажень.                                                  | Теорія пластичності: описує матеріали (тіла) що набувають незворотної деформації після прикладання до них силових впливів.                                                                              | Реологія: дослідження матеріалів, що характеризуються одночасно властивостями твердих тіл і рідин.        | |
| Механіка суцільних середовищ: вивчення поведінки суцільних середовищ | Механіка рідин та газів: дослідження поведінки суцільних середовищ (рідин та газів), що набувають форми посудини, у якій вони знаходяться. | Неньютонівські рідини | Реологія: дослідження матеріалів, що характеризуються одночасно властивостями твердих тіл і рідин.        | |
| Механіка суцільних середовищ: вивчення поведінки суцільних середовищ | Механіка рідин та газів: дослідження поведінки суцільних середовищ (рідин та газів), що набувають форми посудини, у якій вони знаходяться. | Ньютонівські рідини | | |

## Реологічні моделі
Напружено-деформований стан тіла в загальному випадку є тривимірним і описати його властивості з використанням простих моделей нереально.
Однак у тих окремих випадках, коли деформування одновісне, якісно поведінку матеріалу наочно і просто можна змоделювати найпростішими структурними елементами. Реологічними моделями користуються також при вивченні механічних властивостей полімерів, внутрішнього тертя в твердих тілах і інших властивостей реальних тіл.
При описі реологічної поведінки матеріалів користуються механічними моделями, для яких записують диференціальні чи інтегральні рівняння, куди входять різні комбінації пружних, в'язких та пластичних характеристик. Основними є три елементи:
- пружний (гвинтова пружина) — пружне тіло Гука (H);
- в'язкий (гідравлічний амортизатор) — в'язка рідина Ньютона (N);
- пластичний (пластинка із сухим тертям на фрикційній підкладці) — жорсткопластичне тіло Сен-Венана (StV).

Закони деформування (зв'язок між механічним напруженням σ і відносною деформацією ε записуються лінійними рівняннями:
{\displaystyle H:\sigma =E\epsilon }  — закон Гука;
{\displaystyle N:\sigma =\eta {\dot {\epsilon }}} — закон Ньютона для внутрішнього тертя;
{\displaystyle StV:\sigma =\sigma _{T}\,\operatorname {sgn} {\dot {\epsilon }}={\begin{cases}\sigma _{T},&{\dot {\epsilon }}>0\\-\sigma _{T},&{\dot {\epsilon }}<0\end{cases}}} — модель границі текучості, 
де: E — модуль Юнга; η — динамічна в'язкість; σT — границя текучості.

Пружне тіло Гука
В'язке тіло Ньютона
Тіло сухого тертя Сен-Венана

Крім того, співвідношення між напруженням і деформацією можна брати нелінійними.
З трьох основних елементів можна створювати комбінації з їх послідовним і паралельним сполученням. При послідовному сполученні двох елементів σ = σ1 = σ2, ε = ε1 + ε2. Для паралельного сполучення σ = σ1 + σ2, ε = ε1 = ε2. 
До найвідоміших моделей слід віднести наступні:
- модель Кельвіна — Фойгта — модель твердого тіла, напруження у якому залежать від швидкості деформування;
- модель Максвелла — модель твердого тіла з властивостями текучості при довільному сталому навантаженні;
- модель Зінера (модель стандартного лінійного тіла) — реологічна модель лінійного в'язкопружного тіла, що складається з двох пружних елементів та в'язкого елемента, що узагальнює характеристики моделей Кельвіна-Фойгта та Максвелла;
- модель Прандтля — модель твердого тіла з пружними властивостями до певної межі навантаження, перевищення якої приводить до необмеженої миттєвої деформації;
- модель Бінгама — модель матеріалу властивості текучості якого проявляються після досягнення певної межі навантаження а опір деформуванню залежить від швидкості деформації.

Модель Кельвіна-Фойгта
Модель Максвелла
Модель Прандтля
Модель Бінгама

Перелічені класичні моделі відбивають властивості матеріалів лише у певному наближенні, для повнішого охоплення властивостей будують моделі значно складнішої структури.

## Прикладне значення
З проблемами реології доводиться зустрічатися при розробці технологій різних виробничих процесів, при проектних роботах і конструкторських розрахунках для врахування поведінки різних матеріалів (особливо при високих температурах): полімерів, композиційних матеріалів, бетонів, силікатів, харчових продуктів та ін. 
Методи реології стали застосовуватися для цілей оперативного керування технологічними процесами. При цьому здійснюється безперервне або періодичне визначення однієї чи декількох реологічних властивостей сировини і (або) продукту за заданою програмою і з використанням зворотного зв'язку проводиться коригування до заданих меж параметрів сировини, процесу чи дозування вхідних інгредієнтів.
Методи реології використовують у металургійному та полімерному виробництві, гірничій справі, при гідравлічному транспортуванні та ін. галузях. 

### Реологія у гірничій справі
У гірничій справі використовується для дослідження поведінки гірських порід при тривалих навантаженнях, у збагаченні корисних копалин – для опису закономірностей процесів, що відбуваються в апаратах для мокрого збагачення сировини та обробки суспензій. Врахування реологічних явищ у гірських породах має особливе значення при розробці вугільних родовищ на великих глибинах, бо вугілля часто залягає у відносно слабких осадових породах, схильних до пластичних деформацій. 
Див. також повзучість гірських порід, крип, здимання гірських порід, міцність гірських порід. 

## Експериментальна реологія
Експериментальна реологія (реометрія) визначає реологічні властивості речовин за допомогою спеціальних приладів і випробувальних машин. Мікрореологія досліджує деформації і течію в мікрооб'ємах, наприклад в об'ємах, сумірних з розмірами часток дисперсної фази в дисперсних системах або з розмірами атомів і молекул. Біореологія вивчає плин різноманітних біологічних рідин (наприклад, крові), деформації різних тканин (м'язів, кісток, кровоносних судин) організму. Вивчення взаємодії потоків з електричним та магнітним полями, що можуть впливати на потоки як активно, так і опосередковано шляхом Зміни реологічних властивостей речовин, становить предмет електрореології і магнітореології.